# Giennadij Wolnow
Giennadij Gieorgijewicz Wolnow (ros. Геннадий Георгиевич Вольнов; ur. 28 listopada 1939 w Moskwie, zm. 15 lipca 2008 tamże) – radziecki koszykarz, występujący na pozycji silnego skrzydłowego, dwukrotny srebrny medalista letnich igrzysk olimpijskich z Rzymu i letnich igrzysk olimpijskich z Tokio. Brązowy medalista z letnich igrzysk olimpijskich z Meksyku i złoty medalista letnich igrzysk olimpijskich z Monachium.
Uczestnik FIBA All-Star Game 1969.
Został pochowany na Cmentarzu Wostriakowskim w Moskwie.